# اوانش
شهر اوانش  در بخش اوانش در ایالت وو در کشور سوئیس واقع شده‌است که ۲٬۵۰۰ نفر  جمعیت دارد.

## نگارخانه

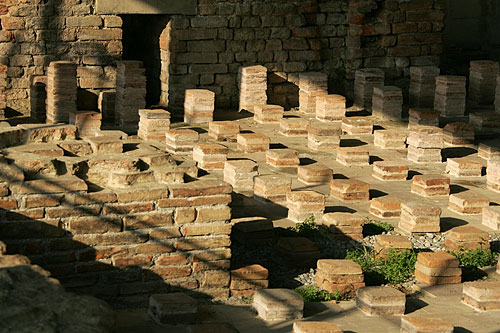
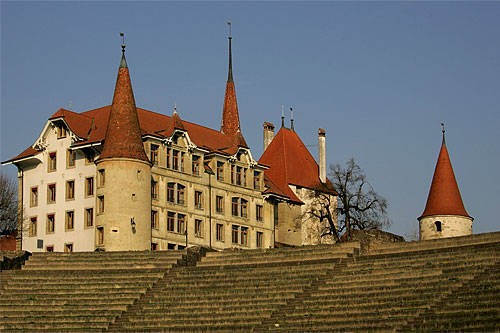
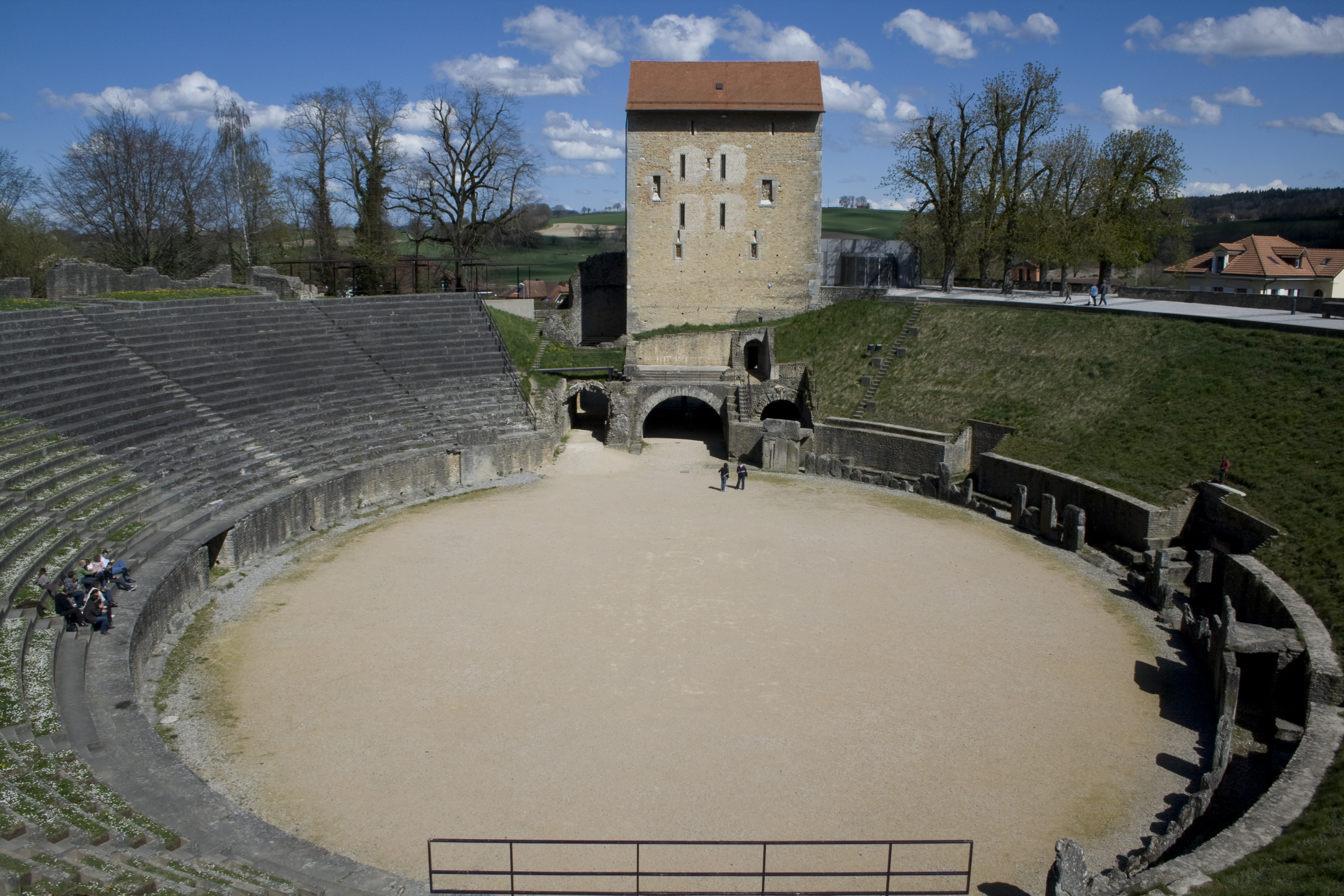
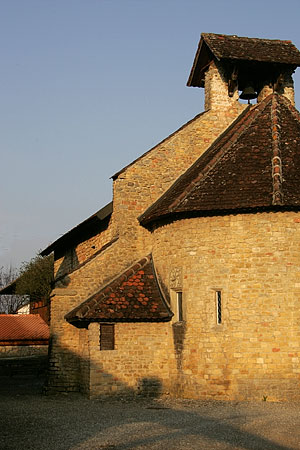
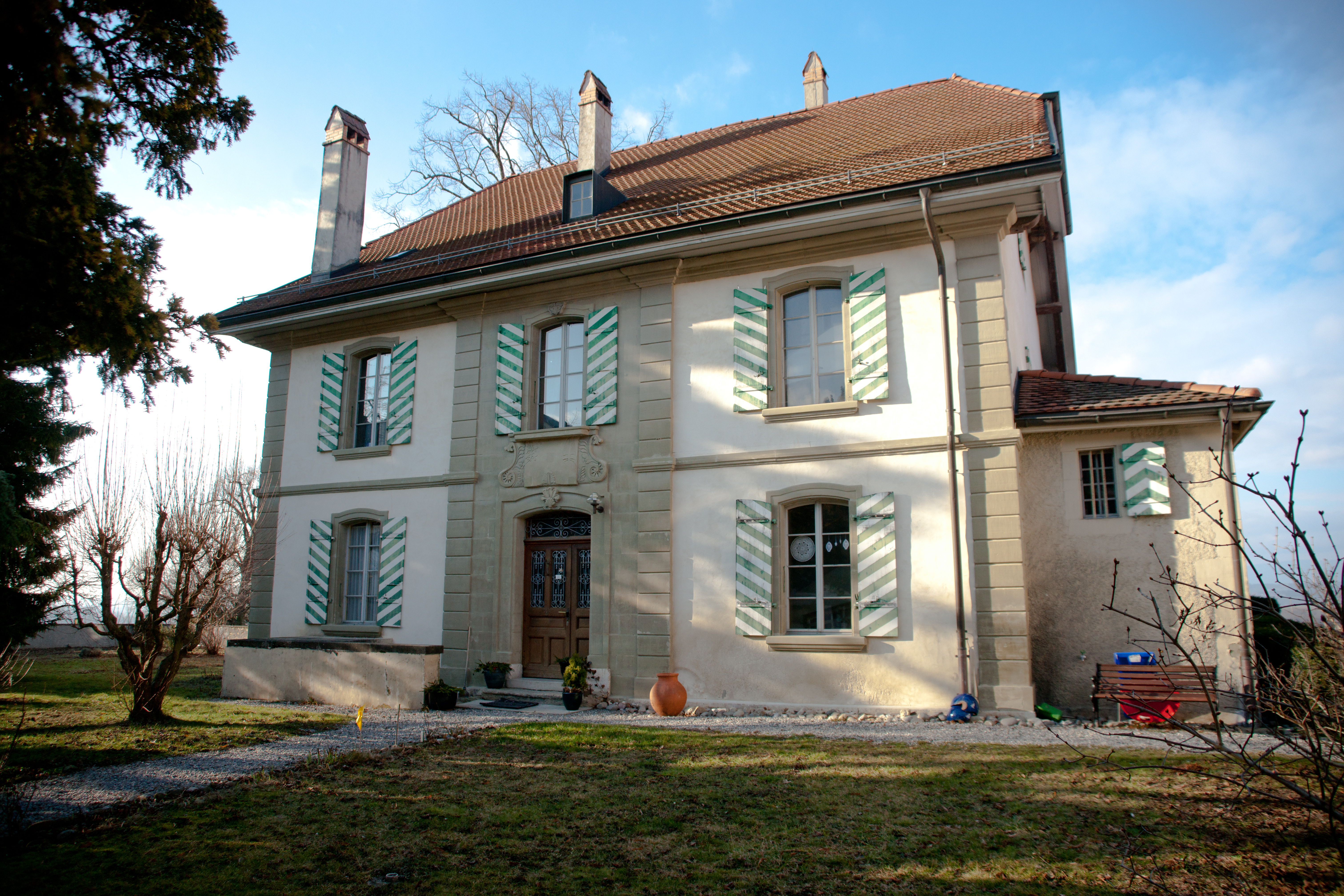
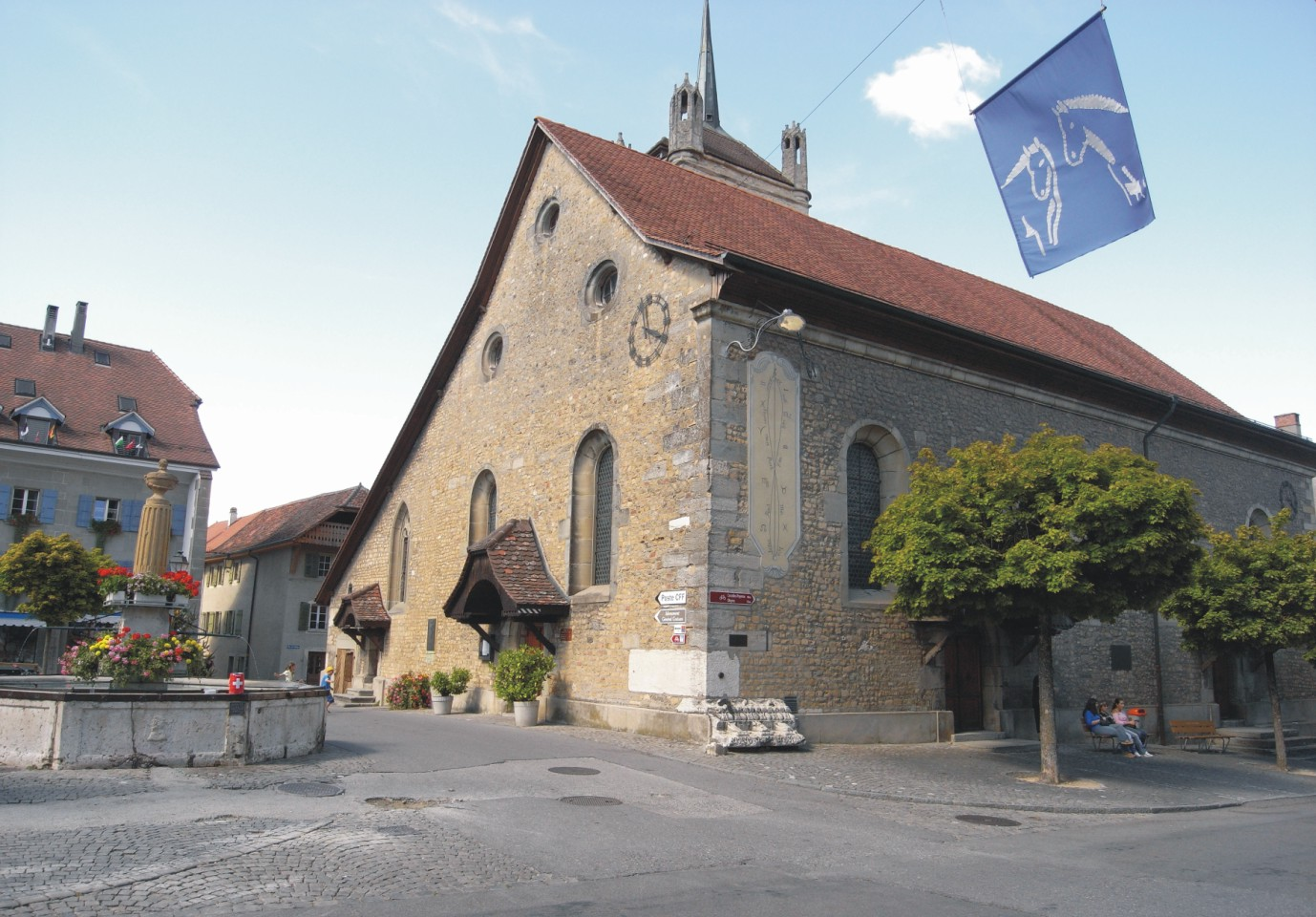
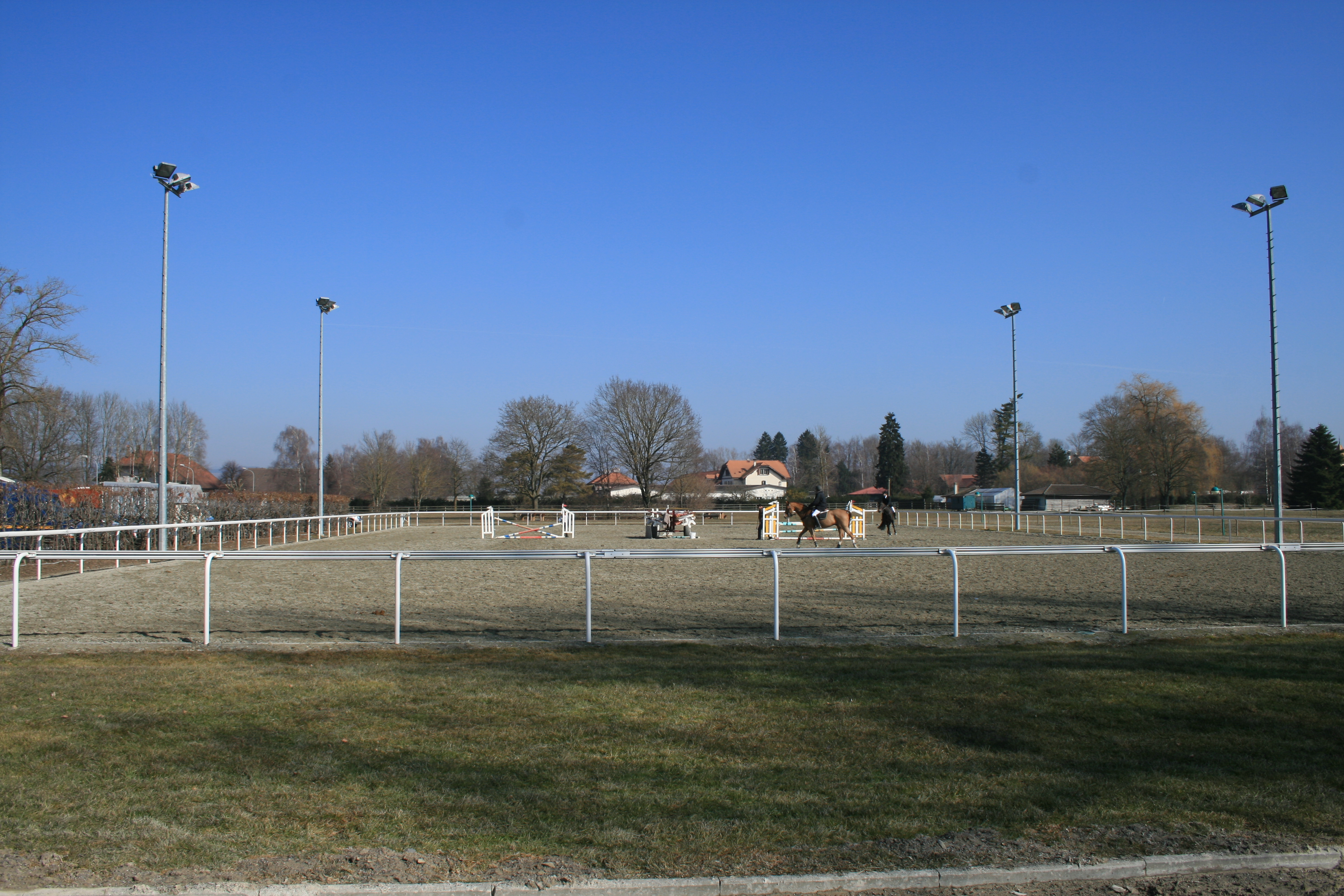
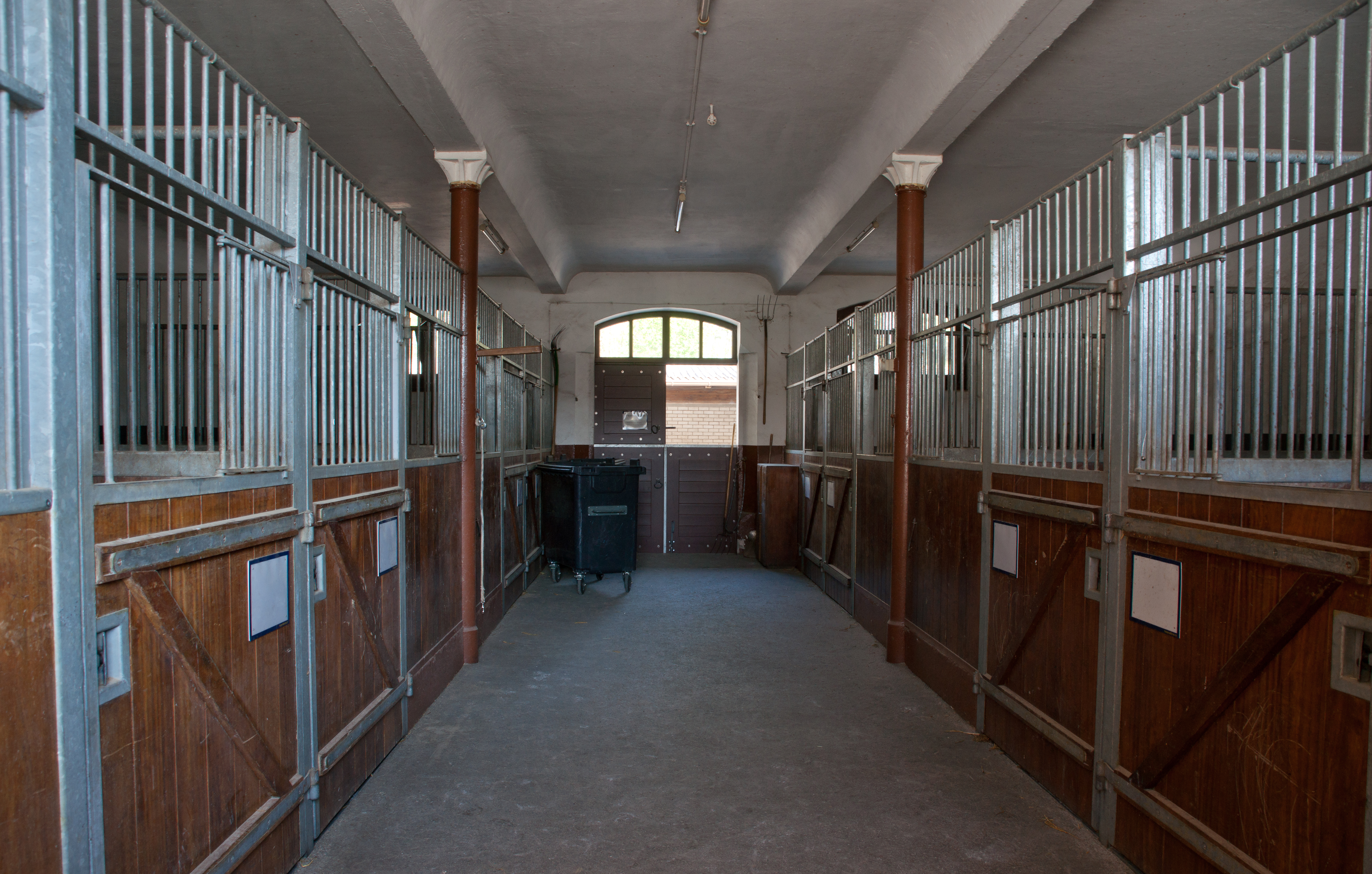